# Айгар Калвітіс
Айґарс Калвітіс (латис. Aigars Kalvītis; нар. 27 червня 1966, Рига, Латвійська РСР, СРСР) — латвійський політичний діяч. Прем'єр-міністр Латвії (2 грудня 2004 — 20 грудня 2007).

## Біографія
Три роки прослужив в ВМФ СРСР.
Закінчив Латвійський сільськогосподарський університет (1992) за спеціальністю «економіка».
З 1992 по 1998 р. працював менеджером у різних сферах, пов'язаних із сільським господарством.
В 1997 р. став одним із засновників Народної партії (Tautas Partija).
В 1998 р. вперше обраний до парламенту країни.
В 1999–2000 — міністр сільського господарства.
У 2000–2002 — міністр економіки.
2002 року знову обраний депутатом парламенту, в якому очолив парламентську фракцію Народної партії.
28 жовтня 2004 року латвійський парламент відправив у відставку правоцентристський уряд меншості Індуліса Емсіса, яке об'єднувало «Союз зелених і селян», Народну партію і Латвійську першу партію, у відставку.
24 листопада 2004 президент Латвії Вайра Віке-Фрейберга доручила Айгару Калвітісу створення нового кабінету міністрів. За час роботи даного складу парламенту це був уже третій прем'єр-міністр. Якщо рахувати з проголошення незалежності Латвії в 1991 році, то Айгар Калвітіс очолив 11-ий за рахунком уряд.
2 грудня 2004 парламент Латвії затвердив уряд, сформований Калвітісом. Коаліційний уряд сформували чотири праві сили — Народна партія, «Новий час», Перша партія і Союз зелених і селян. Вони контролювали 70 зі 100 голосів у сеймі. В опозиції залишилися крайні націоналісти з об'єднання «Вітчизна і свобода»/РННЛ і три партії, що представляють інтереси російськомовного населення країни. У квітні 2006 «Новий час» пішов в опозицію. Кабінет Калвітіса встояв завдяки непрямій підтримки двох лівих фракцій.
Після успіху НП на осінніх виборах 2006 р. Айгар Калвітіс очолив новий уряд, в який включили «Вітчизні і свободі»/ДННЛ, а в грудні — і Народну партію.
7 листопада 2007 оголосив, що піде у відставку 5 грудня 2007. Виконував обов'язки прем'єра до затвердження нового уряду 20 грудня.
У 2009 році пішов з політики.

## Родина
Одружений, має трьох синів.